# Pierre Renverseau
Pierre Renverseau, né le 12 mai 1968 à Niort, est un acteur, réalisateur et scénariste français.

## Biographie
Auteur et réalisateur de plusieurs courts métrages de fiction dont Niort-Aubagne, une comédie policière diffusée de nombreuses fois sur les chaines françaises. Il a notamment dirigé Shirley Bousquet, Ophelia Kolb, Christophe Salengro ou Fabrizio Rongione. Ses films sont régulièrement sélectionnés dans les festivals (Festival Européen du Film Fantastique de Strasbourg, Festival International du Cinéma Francophone en Acadie de Moncton, Festival International du Film de Comédie de l’Alpe d’Huez, Festival du Film Grolandais de Quend, Quais du Polar de Lyon…).
Il a écrit plusieurs pièces dans lesquelles il joue (Triples buses, Faut faire comme si et Le Corbeau et la tortue) mais aussi un roman (Dans la plaine) qu’il a adapté en lecture-concert.
Dans le cadre des manifestations consacrées au cinéaste Henri-Georges Clouzot à Niort durant l’année 2017, il a conçu et animé un parcours commenté à travers la ville (HG Clouzot : 1907-1922, une enfance niortaise).
Comédien, il alterne les rôles au cinéma (Meurtrières de Patrick Grandperret, Louise Michel de Benoit Delépine et Gustave Kervern, Je m’appelle Hmm d’Agnès B, The time of their lives de Roger Goldby, Le Bal des folles de Mélanie Laurent…) et à la télévision (Capitaine Marleau, Scènes de ménages, 3615 Monique, Groland le zapoï, Section de Recherches, L’Instit…). Il apparait parfois dans ses propres courts métrages, glanant au passage des prix d'interprétation masculine (Festival Ose Ce Court de Strasbourg, Let’s Make a Movie Film Festival de Montréal, French Duck Film Festival de Paris).
Son travail a également été récompensé par la région Poitou-Charentes (Les Ateliers de la création 2004), la Fondation de France (Prix S'unir pour agir 2006) et le Festival du court métrage de Biard (Prix d'honneur 2007).

## Filmographie

### Réalisateur
- 2006 : Niort / Aubagne, court métrage, Prix Short TV Festival du Film Court d'Angoulême, 2ème prix Lussac, Mention du jury Bischheïm, Sélections officielles Festivals de L'Alpe d'Huez - Valenciennes - Alpinale Voralberg - Quai du polar de Lyon[réf. nécessaire]
- 2009 : Juste un détour, court métrage, Prix spécial du jury Festi Ciné[réf. nécessaire]
- 2010 : Resto, court métrage, Prix coup de cœur Bischheïm, Prix de l'humour Festi Ciné[réf. nécessaire]
- 2012 : Caste, court métrage, Prix du public Festi Ciné, Mention Mougon[réf. nécessaire]
- 2014 : Nô (Exit), court métrage, Francilien de bronze Francilien de Marolles en Hurepoix, Prix du public Mougon, Sélection officielle Festival International du Cinéma Francophone en Acadie de Moncton
- 2015 : Resto 2[1], court métrage, Meilleure fiction & Prix du public Francilien de Marolles en Hurepoix, Prix d'interprétation masculine Ose Ce Court Strasbourg
- 2019 : Terres secrètes, court métrage (une cinquantaine de sélections et une trentaine de prix en festivals : Meilleur court métrage en langue étrangère - Screen Power Film Festival (GB) / Prix du jury & Prix du public - DMOFF (USA) / Meilleur court métrage - Frosbite (USA) / Prix de la critique - Uruvatti Film Festival (IND)...)
- 2021 : Zmiena, court métrage (nombreuses sélections et nombreux prix en festivals : Festival Européen du Film Fantastique de Strasbourg / Court métrage de l'année, meilleur court métrage de fiction et meilleur réalisateur - Metropolis Film Festival de Milan / Meilleur court métrage international - Golden Eagle Awards (IND) / Meilleur court métrage d'horreur - Tokyo Films Awards, etc.)[réf. nécessaire]

### Acteur

#### Cinéma
- 2001 : À ma sœur ! de Catherine Breillat
- 2006 : Meurtrières de Patrick Grandperret
- 2008 : Louise-Michel de Benoit Delépine et Gustave Kervern
- 2010 : La Tête ailleurs de Frédéric Pelle : Monsieur Lopez
- 2010 : L'Apparition de la Joconde de François Lunel
- 2011 : Les Papas du dimanche de Louis Becker
- 2013 : Je m'appelle Hmmm... d'Agnès b.
- 2013 : L'Autre Vie de Richard Kemp de Germinal Alvarez
- 2016 : Un jour mon prince de Flavia Coste
- 2017 : The Time of Their Lives de Roger Goldby
- 2018 : Du soleil dans mes yeux de Nicolas Giraud
- 2018 : Lola et ses frères de Jean-Paul Rouve
- 2021 : Le Bal des folles de Mélanie Laurent

#### Télévision
- 2000 : Suite en ré de Christian Faure
- 2002-2004 : L'Instit (2 épisodes)
- 2003 : Docteur Claire Bellac (1 épisode)
- 2005 : Trois Jours en juin de Philippe Venault
- 2005 : La Tête haute de Gérard Jourd'Hui
- 2005-2006 : Père et Maire (3 épisodes)
- 2005-2008 : SOS 18 (4 épisodes)
- 2006 : Cœur océan (1 épisode)
- 2007 : L'Hôpital (6 épisodes)
- 2007 : La Légende des trois clefs de Patrick Dewolf
- 2007 : Sécurité intérieure (1 épisode)
- 2008 : Ne suis-je pas ton frère ? de Didier Rothen
- 2008 : Espoir, vertu d'esclave de Philippe Labrune
- 2008 : Camping Paradis 2 de Sophie Ayme
- 2008 : La Vie à une de Frédéric Auburtin
- 2008 : Camping Paradis 3 de Philippe Proteau
- 2008-2012 : Section de recherches (5 épisodes)
- 2009 : Victoire Bonnot de Philippe Dajoux
- 2009 : Quand vient la peur... d'Élizabeth Rappeneau
- 2009 : Les Mensonges de Fabrice Cazeneuve
- 2009 : Mourir d'aimer de Josée Dayan
- 2009 : De mère en fille de Joëlle Goron
- 2010-2012 : La Nouvelle Maud (8 épisodes)
- 2010 : La Maison des Rocheville (1 épisode)
- 2010 : Bouquet final de Josée Dayan
- 2011 : Corps perdus d'Alain Brunard
- 2011 : Saïgon, l'été de nos 20 ans de Philippe Venault
- 2012 : Le Jour où tout a basculé (saison 2, épisode 25, Mon patron me fait chanter) de Christophe Reynaud : Jean[2]
- 2013 : Vive la colo ! (saison 2, épisode 4, Very bad Thomas) de Stéphane Clavier : le capitaine[3]
- 2013 : Indiscrétions de Josée Dayan : Laurent Secrétan
- 2013 : La Loi de Barbara (1 épisode)
- 2013-2014 : Interventions (2 épisodes)
- 2013 : Origines (1 épisode)
- 2013-2014 : Hôtel de la Plage (2 épisodes)
- 2014 : Une histoire, une urgence (1 épisode)
- 2014 : Petits secrets entre voisins (1 épisode)
- 2015 : Meurtres à La Rochelle d'Étienne Dahene
- 2015 : Scènes de ménages (1 épisode)
- 2016 : La Loi de Simon de Didier Le Pêcheur
- 2016 : Les Mystères de l'île de François Guérin
- 2017 : La Loi de Valérie de Thierry Binisti
- 2018 : Capitaine Marleau (1 épisode)
- 2018 : 3,3 kg de Bruno Garcia
- 2019 : Classe unique de Gabriel Aghion
- 2020 : 3615 Monique de Simon Bouisson : Serge July (2 épisodes)
- 2020 : Capitaine Marleau, épisode La Cité des âmes en peine de Josée Dayan : Éric
- 2022 : Darknet sur Mer (1 épisode)
- 2023: Les Oubliés de l'île de Sébastien Cassen : le capitaine Lally
- 2023 : Groland le Zapoï : Travailleuses, travailleurs (1 épisode) de Matthieu Felder : l'agent immobilier